# Acriopsis emarginata
Acriopsis emarginata (D.L.Jones & M.A.Clements, 2006), previamente conocida como Acriopsis javanica (Reinw. ex Blume 1823), pero este "no es un nombre aceptado".

## Descripción
Acriopsis emarginata es una orquídea epífita con pseudobulbos en forma de cebolla y una masa de raíces aéreas. Esta especie tiene 2-4 hojas de color verde oscuro, de hasta 20 cm de largo y 2,5 cm de ancho. Muchas flores nacen en las panículas nervudas, ramificadas. Las flores miden 5 mm de diámetro, de color crema o rosado y blanco, de tres lóbulos, labelo triangular (pétalo modificado en la parte delantera de la flor). La floración se produce entre junio y noviembre y son polinizadas por las abejas nativas. Tiene 2-4 hojas, de 150 a 200 mm de largo y de 20 a 25 mm de ancho. 

## Distribución y hábitat
Es una especie de amplia distribución que se encuentra en Tailandia, Indochina, Malasia, Filipinas (como Acriopsis javanica) hasta el norte de Australia.

## Taxonomía
Acriopsis emarginata fue descrita por (Jones & Clements y publicado en Australian Orchid Research 5: 3. 2006.
Etimología
Acriopsis: nombre genérico que procede del griego "acris" = "langosta" y de "opsis" = "semejante".

emarginata: epíteto latino que significa "con el margen dentado".